# Silberfeld
Silberfeld war eine Gemeinde im Landkreis Greiz in Thüringen. Am 1. Dezember 2011 wurde sie mit dem Weiler Quingenberg nach Zeulenroda-Triebes eingemeindet.

## Geographie
Silberfeld liegt unweit der Talsperre Zeulenroda im Thüringer Schiefergebirge. Der Ort grenzt an Weißendorf. Zur Gemeinde gehörte auch der direkt an der Talsperre Zeulenroda gelegene, aus nur wenigen Häusern bestehende Ortsteil Quingenberg. In ihm haben die Segler ihr Domizil.

## Geschichte
Ein Ort mit dem Namen Silberfeld wurde 1505 erstmals erwähnt. Aus dem Jahre 1505 liegt die urkundliche Erwähnung des Siedlungsplatzes als „auf dem Zylos“ vor, wobei Geschichtsforscher in diesem Begriff eine Form des sorbischen Wortes selo („Dorf“) vermuten. In Silberfeld umbenannt wurde das Dorf nach einigen unbedeutenden Silberfunden in der Umgebung. Quingenbergs Ersterwähnung stammt aus dem Jahre 1413. Die Hammermühle bei Silberfeld war eine Eisenschmelze und ein Hammerwerk, geht aus dem Kirchenbuch von 1628 hervor, in dem Andreas Pissel aktenkundig als Müller vermerkt ist. 1953 nutzte der Wasserwirtschaftsverband Weiße Elster den Mühlenkomplex als Kinderferienlager, bevor es 1966 zum Abriss der Hammermühle kam. Bis 1972 wurde in der Mahlmühle Mehl produziert.
Bis zum 3. Januar 1996 war Silberfeld ein Mitglied der Verwaltungsgemeinschaft Auma, danach gehörte die Gemeinde zur Verwaltungsgemeinschaft Auma-Weidatal. Am 1. Dezember 2011 wurde Silberfeld nach Zeulenroda-Triebes eingemeindet.

### Einwohnerentwicklung
Entwicklung der Einwohnerzahl (Stand jeweils 31. Dezember):
| - 1994: 116 - 1995: 112 - 1996: 114 - 1997: 116 - 1998: 122 - 1999: 119 | - 2000: 117 - 2001: 117 - 2002: 112 - 2003: 115 - 2004: 114 - 2005: 113 | - 2006: 112 - 2007: 110 - 2008: 110 - 2009: 106 - 2010: 104 - 2013: 102 |

Datenquelle: Thüringer Landesamt für Statistik